# David Andrews (Politiker)

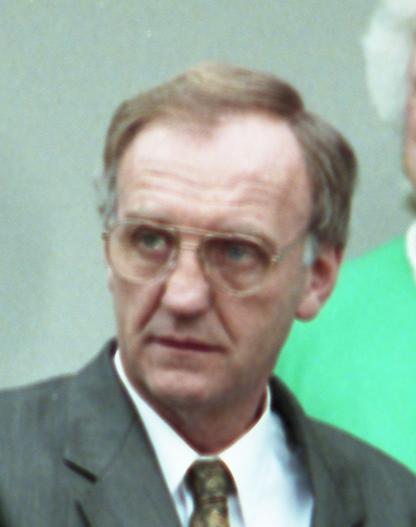
David Andrews, 1992

David Andrews (irisch: Daithí Mac Aindriú; * 15. März 1935 in Dublin) ist ein irischer Politiker der Fianna Fáil, der von 1965 bis 2002 Mitglied des Unterhauses (Dáil Éireann) und mehrmals Minister war.

## Biografie

### Familiäre Herkunft und Abgeordneter
Andrews stammte aus einer stark republikanisch geprägten Familie. Sein Vater Christopher „Todd“ Andrews war nicht nur Teilnehmer im Irischen Unabhängigkeitskrieg und Irischen Bürgerkrieg, sondern auch 1926 Gründungsmitglied der Fianna Fáil und später Intendant von Radio Telefís Éireann. Seine Mutter Mary Coyle war führendes Mitglied der militanten Frauenorganisation Cumann na mBan. Sein jüngerer Bruder Niall Andrews war als Vertreter der Fianna Fáil von 1977 bis 1987 Mitglied des Dáil Éireann sowie zugleich von 1984 bis 2004 Mitglied des Europäischen Parlaments (MdEP).
Andrews absolvierte ein Studium der Rechtswissenschaften und war später als Rechtsberater (Senior Counsel) tätig. Seine politische Laufbahn begann als er als Kandidat der Fianna Fáil bei den Wahlen am 7. April 1965 erstmals zum Mitglied des Dáil Éireann gewählt wurde. In den folgenden Jahren vertrat er dort nach seinen Wiederwahlen am 18. Juni 1969 sowie 28. Februar 1973 zunächst den Wahlkreis Dun Laoghaire-Rathdown und dann nach einer Wahlkreisreform nach seinen Wiederwahlen am 16. Juni 1977,  11. Juni 1981, 18. Februar 1982, 24. November 1982, 17. Februar 1987, 15. Juni 1989, 25. November 1992 sowie 6. Juni 1997 bis zum 17. Mai 2002 den Wahlkreis Dún Laoghaire.

### Juniorminister und Minister
Bereits zwischen 8. Mai 1970 und 5. Februar 1973 gehörte Andrews dem erweiterten Kabinett von Premierminister (Taoiseach) Jack Lynch als Parlamentarischer Sekretär beim Premierminister und beim Verteidigungsminister an. Als Lynch am 5. Juli 1977 wieder Premierminister wurde, war Andrews zunächst Parlamentarischer Sekretär und dann vom 1. Januar 1978 bis 11. Dezember 1979 Staatsminister beim Außenminister. Zugleich übernahm er vom 1. Januar bis 11. Dezember 1979 das Amt des Staatsministers beim Justizminister. Lynchs Nachfolger als Premierminister und auch als Vorsitzender der Fianna Fáil, Charles Haughey, berief Andrews allerdings in keines seiner drei Kabinette.
Erst unter Haugheys Nachfolger Albert Reynolds wurde er am 11. Februar 1992 als Außenminister in die Regierung berufen und behielt dieses Amt bis zum 12. Januar 1993. Anschließend war er bis zum Ende von Reynolds Amtszeit am 15. Dezember 1994 Verteidigungsminister und Marineminister. Premierminister Bertie Ahern berief ihn dann wieder am 26. Juni 1997 zum Verteidigungsminister. Im Rahmen einer Regierungsumbildung übernahm er dann bereits am 8. Oktober 1997 abermals das Amt des Außenministers. Am 27. Januar 2000 trat Andrews als Außenminister zurück und schied aus dem Kabinett aus.
Sein Sohn ist der Lehrer und Barrister Barry Andrews, der von 2002 bis 2011 Mitglied des Dáil Éireann war und in diesem ebenfalls den Wahlkreis Dún Laoghaire vertreten hatte. Sein Neffe, der Sohn seines jüngeren Bruders Niall Andrews, ist Chris Andrews, der sich überwiegend in der Kommunal- und Lokalpolitik engagierte, von 2007 bis 2011 aber ebenfalls die Fianna Fáil im Dáil Éireann vertrat.